# Anelaphus dentatus
Anelaphus dentatus är en skalbaggsart som beskrevs av Chemsak 1962. Anelaphus dentatus ingår i släktet Anelaphus och familjen långhorningar. Inga underarter finns listade i Catalogue of Life.